# ジプシー (ミュージカル)
『ジプシー』（Gypsy）は、ジューリー・スタイン作曲、スティーヴン・ソンドハイム作詞、アーサー・ローレンツ脚本によるミュージカル。ストリッパーのジプシー・ローズ・リーの1957年の回顧録『Gypsy: A Memoir』を大まかに基にし、「究極のステージママ」と称される母親のローズを中心に描かれる。娘2人を舞台で活躍させたいという夢を持ちそのために努力するローズを中心に、ショー・ビジネスで生きていくことの難しさにも目を向けている。ルイーズ役はリー、ジューン役はリーの妹で女優のジューン・ハヴォックをモデルにしている。
本作で使用されている「"Everything's Coming Up Roses"」、「"Together (Wherever We Go)"」、「"Small World"」、「"You Gotta Get a Gimmick"」、「"Let Me Entertain You"」、「"All I Need Is the Girl"」、「"Rose's Turn"」など多くの楽曲がポピュラー・スタンダードとなった。
本作は20世紀中期の従来のミュージカルの最高傑作の1つとみなされ、ブック・ミュージカルとされている。「ニューヨーク・タイムズ」紙の劇評家のベン・ブラントリーやフランク・リッチなど多くの批評家や作家がアメリカで最高のミュージカルと言及している。

## 背景
本作はプロデューサーのデイヴィッド・メリックと女優エセル・マーマンによるプロジェクトであった。メリックは「ハーパーズ・マガジン」誌に掲載されたリーの回顧録の一部を読み、リーに権利の獲得を打診した。ジェローム・ロビンズが興味を持ち、ロビンズもマーマンもリーランド・ヘイワードを共同プロデューサーに希望した。メリックとヘイワードはアーサー・ローレンツに脚本の執筆を依頼した。当初ローレンツは興味を示さなかったが、親と子の物語であると知り興味を示した。アーヴィング・バーリンおよびコール・ポーターなどの作曲家は参加を断った。最終的にロビンズはスティーヴン・ソンドハイムに依頼し承諾された。ソンドハイムはロビンズやローレンツと共に『ウエスト・サイド物語』を製作していた。しかしマーマンは自分の知らない作曲家を好まず、ジューリー・スタインに作曲を依頼した。当初ソンドハイムは作曲せず作詞だけの製作を断っていたが、オスカー・ハマースタイン2世に説得され承諾した。

## あらすじ

### 第1幕
1920年代初頭、ローズ・ホヴィックと幼い娘のジューンとルイーズは全米をヴォードヴィルで巡業している。典型的なステージママのローズは独裁的かつ強引に子供たちに演技をさせる。次女のジューンは社交的で才能ある子役スターだが、長女のルイーズはシャイである。持ち歌「"May We Entertain You"」が何度も繰り返されるが、ジューンはいつもセンターでルイーズは少年役などその他大勢の1人である("Baby June and Her Newsboys")。ローズは娘たちに大きな夢を持っているが、父親から借金をするなど問題もある("Some People")。ローズは元エージェントのハービーと出会い、色仕掛けで娘たちのマネージャーにさせる("Small World")。娘たちは思春期となり、ジューンは「可憐なジューン」というキャッチフレーズで活動するようになり、オルフェウム・サーキットのゴールドストーン氏の前で演技をする機会を得る("Mr. Goldstone, I Love You")。ルイーズは1人で誕生日を迎え、プレゼントの羊に話しかける("Little Lamb")。ハービーはローズにプロポーズを断られてローズの元を去ろうとするが、ローズはハービーが離れることはできないと断言する("You'll Never Get Away From Me")。
「可憐なジューンとファームボーイズ」としてオルフェウム・サーキットで演技をする("Dainty June and Her Farmboys", "Broadway")。その直後、ジューンは演劇学校のオーディションに合格する。しかしローズは舞台に穴を開けたくないためこれを却下する。ルイーズとジューンはもしローズが結婚してショービジネスから退いていたらどんな生活になっていたかを想像する("If Momma Was Married")。数か月後、まだ巡業生活を続けているが、ファームボーイズの1人であるタルサはルイーズに自身のショーを考案中であると打ち明ける("All I Need Is the Girl")。ルイーズはタルサとデュエットすることを想像する。この直後、ジューンが行方不明となり、母親にも延々と続く巡業にもうんざりしていてタルサと駆け落ちして新しいショーをやるという置手紙が見つかる。ローズは傷つくが、ルイーズをスターにすると楽観的に誓う("Everything's Coming Up Roses")。

### 第2幕
ローズと成長したルイーズは「可憐なジューン」の演技の模倣をしている。衰退してきているヴォードヴィル業界において、ローズとハービーは出演者が全て女性の「マダム・ローズのトレアドラブルズ」を果敢に売り込もうとする。ローズとハービーはまだ一緒にいる("Together, Wherever We Go")。ヴォードヴィルの会場はもう残っておらず、カンザス州ウィチタのバーレスクの強制捜査を阻止するためにルイーズたちは咄嗟に出演させられることになる。ローズはバーレスク出演の意味合いで悩むが、ルイーズは失業よりましだと説得する。3人のストリッパーがルイーズに成功の秘訣を伝授する("You Gotta Get a Gimmick")。舞台裏にてローズはハービーにプロポーズする。ハービーはローズにショービジネスを辞めてルイーズに普通の生活をさせたいと語り、ローズは渋々了承して閉幕翌日に結婚することになる。ショーの最終日、ストリッパーのスターが客引きで逮捕される。窮地となり、ローズはルイーズをスターにしたいという想いを抑えきれず、本番直前にルイーズに代役としてストリップをさせようとする。ルイーズは母親の希望のためにストリップをさせられることに悲しみ、ハービーはローズの節操のなさに失望してついに別れる("Small World" (Reprise))。ルイーズは落胆し気が進まないながらも、ローズから本当にストリップをする必要はなくただエレガントに歩いて肩ひもを下にずらしてごまかすだけで良いと説得される。元々シャイであり怖気づきながらも、古いヴォードヴィル曲「"May We Entertain You?"」の大人版を歌う。ルイーズは手袋を脱いだだけだが、観客に直接話しかけることがルイーズの「成功の秘訣」となる("Let Me Entertain You" "(Gypsy Strip Tease)")。
ルイーズは母親からの「欲望をかき立たせつつ、与えるな」というアドバイスを守ることでスターとなる。舞台に登場するごとに歌はブラッシュアップされ、どんどん露出が高くなる。ついにルイーズはバーレスクの大スターとなり、もう母親を必要としなくなる。洗練された「ジプシー・ローズ・リー」として知られるようになったルイーズとローズは口論となる。苦々しいローズは自分がスターになりたかった夢を娘を通して叶えたかっただけで子供のためを思ってのことではないと語る("Rose's Turn")。ローズは自分のせいでジューン、ハービーが自分から離れていき、そして今、ルイーズも離れていこうとしていることに気付く。ローズにとって違う人生の可能性として、「ローズ」という電飾の大看板の元で才能を披露する。ルイーズに心の内を明かした後、ローズとルイーズは徐々に和解へと向かう。
- 1974年および2008年のブロードウェイ再演において、最後の語りのシーンは残ったがハッピーエンドではなく、ルイーズはローズの新たな夢を嘲笑して去っていき、ローズとルイーズは和解しないという暗く悲しい終わり方である。ローズの非現実的な夢として、自身のライトアップされた大看板が徐々に消えていく。
- 2003年のブロードウェイ再演ではバーナデット・ピーターズが主演し、最後の語りのシーンは残ったが、解釈の余地が残る。ルイーズが舞台のドアを通り、ローズが続く。その後ローズは観客に向かって悲しみと憧憬のような表情で誰もいない舞台を見つめる。ローズは立ち止まり、ゆっくりとドアを閉める。
- 2015年のウェスト・エンド再演ではイメルダ・スタウントンが主演し、ルイーズが出て行こうとするとローズが現実に戻り追いかける。ルイーズはローズを支えるように腕を回して共に出て行き、ルイーズがローズの世話をしていくような演出となっている。

## 使用楽曲
| - "Overture" – オーケストラ - "May We Entertain You?" – ジューン(幼少期)、ルイーズ(幼少期) - "Some People" – ローズ - "Some People" (Reprise) – ローズ - "Small World" – ローズ、ハービー - "Baby June and Her Newsboys" – ジューン(幼少期)、ニュースボーイズ - "Mr. Goldstone, I Love You" – ローズ、ハービー、アンサンブル - "Little Lamb" – ルイーズ - "You'll Never Get Away From Me" – ローズ、ハービー - "Dainty June and Her Farmboys" – ジューン、ファームボーイズ - "Broadway" – ジューン、ファームボーイズ - "If Momma Was Married" – ジューン、ルイーズ - "All I Need Is the Girl" – タルサ - "Everything's Coming Up Roses" – ローズ | - "Entr'acte" - オーケストラ - "Madame Rose's Toreadorables" – ルイーズ、ローズ、ハリウッド・ブロンズ - "Together, Wherever We Go" - ローズ、ハービー、ルイーズ - "You Gotta Get a Gimmick" – マゼッパ、エレクトラ、テシー・トゥラ - "Small World" (Reprise) – ローズ - "Let Me Entertain You" – ルイーズ - "Rose's Turn" – ローズ - "Finale" – オーケストラ |

### カットされた楽曲
1. ↑  2015年のウェスト・エンド再演では「"Let Me Entertain You (Rose's Entrance)"」
2. ↑  2003年の再演では「"Mr. Goldstone"」、2008年の再演では「"Have an Eggroll, Mr. Goldstone"」、2015年のウェスト・エンド再演では再び「"Mr. Goldstone"」
3. ↑  sondheimguide.comによるとタルサのみ,[7]、IBDBによるとタルサとルイーズ[8]。複数のキャスト・レコーディングにおいてダンス部分の最後にルイーズの笑い声が収録されていることによるとされる。
4. ↑  オリジナルのスコアにはなかったが、1973年のウェスト・エンド初演、1974年のブロードウェイ再演で曲の途中に長いダンスシーンが織り込まれた。
5. ↑  2008年の再演および1989年の再演のレコーディングでは「"The Strip"」[9][10]。

ブロードウェイ公演前の試験興行において、ハービーの「"Nice She Ain't"」、幼少期のジューンとルイーズの「"Mama's Talkin' Soft"」など複数の曲がカットされた。ハービー役のジャック・クラグマンは開幕1週間前に「"Nice She Ain't"」を歌うことになったが、開幕までにキーや演出を覚えられなかったためカットされた。「"Mama's Talkin' Soft"」は舞台の上の高台での演出で、ルイーズ役のまだ幼い子役が怖がったことと、上演時間の短縮のためにカットされた。1959年、イギリスにおいてペトゥラ・クラークがこの「"Mama's Talkin' Soft"」をシングルとしてリリースした。他に幼少期のジューンの「"Mother's Day"」、ローズが何もできない少女たちに少しでも良い演技をさせるために作り笑顔を教える「"Smile, Girls"」、ローズがハービーが去った後に独白する「"Who Needs Him?"」、「Minsky's Burlesque」の演目と類似した「"Three Wishes for Christmas"」などがカットされた。

## ローズの役柄の分析
ローズの役柄は、クライヴ・バーンズによると「威張っていて要求が厳しく怖い」と分析されている。リッチは「モンスター」と表現している。批評家のウォルター・カーは「ローズはモンスターであっても愛され理解される」と語った。パティ・ルポーンはローズについて「視野が狭く行動的で子供たちを愛している。そして逆境に強い。全くモンスターとは思わない。モンスターのようなことをするかもしれないが、モンスターではない」と語った。ソンドハイムは「娘たちに対してモンスターのようであるということは置いておいて、とてもアメリカ的で勇敢で生命力がある」と語った。ソンドハイムはさらに「エンディングは寂しいものではない。ルイーズはスターとなり母を許す。ローズには希望がある。ローズは「'Rose's Turn'」で自分自身と向き合う。そこにはカタルシスがある。ロジャース&ハマースタインではないが、母と娘は理解し合うかもしれないし、ローズのクレイジーさやルイーズの苦難にも打ち勝つかもしれない」と記した。
ブラントリーはローズは実在はするが「架空のキャラクター」とし、「まるで自動操縦の重装甲戦車のようだが、閉幕数分前についに陥落する」と記した。
バーナデット・ピーターズはこれらの意見とは異なり「ローズは幼い頃に自身の母親に置き去りにされたことがトラウマとなっている女性である。受け入れられることへの憧れがローズの全ての野心の原動力となっていると思う。最後に「'Rose's Turn'」で自分自身と向き合う時、自分が母にされたように自分も同じことをしていると気付き、心が打ち砕かれる。ステージママの誇張や漫画的パロディなだけでなく、ローズには人間的な脆さがある」と語った。

## プロダクション

### オリジナル・プロダクション
1959年5月21日、ブロードウェイ・シアターにおいて、オリジナル・ブロードウェイ・プロダクションが開幕し、インペリアル・シアターに移行し、プレビュー公演2回、本公演702回上演ののち、1961年3月25日に閉幕した。デイヴィッド・メリックがプロデュース、ジェローム・ロビンズが演出および振付を担当した。エセル・マーマンがローズ役、ジャック・クラグマンがハービー役、サンドラ・チャーチがルイーズ役に配役された。ジョー・マイルザイナーが装置および照明デザイン、ラウル・ピネ・デュボアが衣裳デザインを担当した。序曲を含め編曲はシド・ラミンとロバート・ギンズラーが担当した。
批評家のフランク・リッチはロビンズの演出および振付について、アメリカの舞台史において最も影響力のある作品の1つと評した。このオリジナル・プロダクションはトニー賞において作品賞を含む8部門にノミネートされたが受賞には至らなかった。オリジナル・ブロードウェイ・キャスト・レコーディングはグラミー賞オリジナル・キャスト・アルバム賞を受賞し、ジョニー・マティスがレコーディングした「"Small World"」は楽曲賞にノミネートされた。
1961年3月に閉幕した時、2つの全米ツアー公演が巡業していた。1つ目はマーマン主演で1961年3月にニューヨーク州ロチェスターで開幕し、12月にミズーリ州セントルイスで閉幕したカンパニー、2つ目はミッツィ・グリーン主演でのちにメアリー・マッカーシーに交代した、1961年9月にデトロイトのシュバート劇場で開幕し、1962年1月にオハイオ州クリーブランドのハンナで閉幕したカンパニーである。若かりしバーナデット・ピーターズがアンサンブルとして出演して「可憐なジューン」のアンダースタディを務め、翌年の夏季公演では「可憐なジューン」本役となりローズ役のベティ・ハットンと共演した。

### 1973年、ロンドン・プロダクション
1973年、第1回ウェスト・エンド・プロダクションにエレイン・ストリッチが主演することが発表された。しかしチケット売り上げが芳しくなく、プロデューサーらはより有名なアンジェラ・ランズベリーを配役した。クレイグ・ゼダンによると、ストリッチ主演では制作費が集まらず制作が遅れた。1973年5月29日、ピカデリー・シアターで開幕し、バリー・M・ブラウンとフリッツ・ホルトが、ランズベリーの兄であるエドガー・ランズベリーと共にプロデュースし、脚本家のアーサー・ローレンツが演出、ロバート・タッカーが振付を再現した。他にゼン・チェリス、バリー・インガム、デビー・ボウエン、ボニー・ラングフォードが出演した。1973年12月、ランズベリーが全米ツアー公演のためにロンドン・プロダクションを降板し、ドロレス・グレイが後継した。1974年3月2日、300回上演ののち閉幕した。

### 1974年、ブロードウェイ再演
ブロードウェイ公演に先んじて、ランズベリー主演のウェスト・エンド・プロダクションは24週間の北米ツアー公演をトロントから開始し、ロサンゼルス、フィラデルフィア、ワシントンD.C.、ボストンなど多数の都市を巡業した。1974年9月23日、ウィンター・ガーデン・シアターにてブロードウェイの期間限定公演が開幕し、プレビュー公演4回、本公演120回上演ののち1975年1月4日に閉幕した。北米ツアー公演とブロードウェイ公演では幼少期のジューン役のボニー・ラングフォード、ルイーズ役のゼン・チャリス以外の出演者を一新した。2003年再演でローズ役のバーナデット・ピーターズのアンダースタディとなるモーリーン・ムーアがジューン役、メアリー・ルイス・ウィルソンがテシー・トゥラ役を演じた。ジョン・シェリダンがタルサ役を演じ、1974年度シアター・ワールド・アワードを受賞した。1975年のトニー賞においてランズベリーがミュージカル主演女優賞を受賞した。

### 1989年、ブロードウェイ再演
1989年5月、フロリダ州マイアミビーチのパフォーミング・アーツのジャッキー・グリーソン・シアターにて第2回ブロードウェイ再演前の試験興行が開幕し、5月にタンパ、6月にセントルイスのザ・ミューニーで上演され、7月にカリフォルニア州のロサンゼルス・ミュージック・センターおよびコスタメサのオレンジ郡パフォーミング・アーツ・センターに移行し、8月および9月にケネディ・センターで上演されるなど、ブロードウェイ公演前に複数の都市で上演された。
1989年11月16日、セント・ジェームス・シアターにてブロードウェイ公演が開幕し、1991年4月18日、マーキー・シアターに移行し、プレビュー公演23回、本公演476回ののち1991年7月28日に閉幕した。ローレンツが再び演出を担当し、タイン・デイリーがローズ役、ジョナサン・ヘイデリーがハービー役、クリスタ・ムーアがルイーズ役を演じた。1990年7月30日、リンダ・ラヴィンがデイリーの、ジェイミー・ロスがヘイデリーの後継となり、マーキー・シアターでデイリーが復帰し閉幕まで演じた。
ドラマ・デスク・アワードの再演作品賞を受賞し、トニー賞においてデイリーがミュージカル主演女優賞を受賞した。
1989年、ジューリー・スタインはカリフォルニア州での試験興行に関連するインタビューにおいて「6ヶ月前、ベット・ミドラーが映画化権の購入を希望した。我々は売るつもりはない。うまくいかないからだ」と語った。「USAトゥデイ」紙は「ライザ・ミネリもバーナデット・ピーターズも出演を希望しているが、このプロダクションには出演が叶わなかった」と報じた。

### 2003年、ブロードウェイ再演
2003年、シュバート・シアターにて新たなブロードウェイ再演が開幕し、3月31日からプレビュー公演、5月1日から本公演が上演された。サム・メンデスが演出、ジェリー・ミッチェルが振付、アンソニー・ウォードが衣裳および装置デザインを担当した。バーナデット・ピーターズがローズ役を演じた。「ニューヨーク・タイムズ」紙はピーターズに関して「興行収入は必ず上がるだろうが、熱心な『ジプシー』ファンを驚かせるかもしれない。上品なピーターズがエセル・マーマンのイメージが強い厚かましいローズ役をどのように演じるのか。演出家のメンデスは「この作品の演出をやりたかった主な理由の1つは、実際のローズに近い人物を配役することだ」とし、「ローズは小さな女性でより魅力的であった。バーナデットもそうである」と語った」と記した。このプロダクションより5年前にローレンツとメンデスが再演の演出について語った際、メンデスがピーターズをローズ役に配役したいと語った所ローレンツは驚いていた。2009年、ローレンツは著書『Mainly on Directing 'Gypsy', 'West Side Story' and Other Musicals』において、このプロダクションへの提案を記した。2004年のインタビューにおいて、ローレンツはローズ役を演じたピーターズについて「見事で、オリジナリティがあり、他の人たちとは全く違う」としつつ、メンデスの演出について「誤解をし、人々が思う以上に作品を傷つけている」と批判した。プレビュー公演は何もない舞台で始まったが、本公演開幕時には少しの装置が設置された。出演者はジョン・ドセットがハービー役、タミー・ブランチャードがルイーズ役、ケイト・レインダースがジューン役、デイヴィッド・バーカがタルサ役に配役された。トニー賞においてミュージカル再演作品賞、ミュージカル主演女優賞、助演女優賞を含む4部門にノミネートされたが受賞には至らなかった。
「ニューヨーク・タイムズ」紙のベン・ブラントリーはレビューにおいて「今期のブロードウェイでは多くの驚くべきことが起きた。サム・メンデスの演出により型や予想に反して、ピーターズの長いキャリアの中でも最も複雑で感動的な演技を作り出した。マーマンのローズ役には多くの有名な後継者がいるが、ピーターズのみがマーマンの型を完全に破った」と記した。
シュバート劇場において2回興行収入を更新した。2003年6月9日から14日の週に853,476ドルを上げてホリデー以外の最高となり、6月15日から21日の週に874,397ドルを上げ、2週連続でシュバート劇場史上最高となった。しかし「ニューヨーク・タイムズ」紙は2004年2月28日の閉幕を報じ、「『ジプシー』は2003年で最も興行収入が高かった。しかし2004年1月上旬までに観光客はいなくなり、地元の観客は厳冬期に屋外に出ないため、興行収入は上がらなくなる。より重要なことは、公演の持続力の指針となる前売券の売上が急速に落ちてきていることである。前日の売上は200万ドル弱となっている」と記した。興行収入の上昇後、閉幕は無期限延期となっていたが、プレビュー公演33回、本公演451回上演ののち2004年5月30日に閉幕した。制作費800万ドルの半分強を回収したとされる。

### 2008年、ブロードウェイ再演
2006年8月、シカゴのラヴィニア・フェスティバルでパティ・ルポーンがローズ役を演じ、ロニー・プライスが演出し、シカゴ交響楽団が演奏した。コンサート・プロダクションとして開幕したが、ジェローム・ロビンズのオリジナルの振付をボニー・ウォーカーが再現し、生きた羊を登場させ本格的なプロダクションに進展した。ルポーンがローズ役を演じることで話題となり、プロデューサーらはプライス演出のプロダクションがニューヨークへ移行することを希望した。ニューヨーク・シティ・センターの「Encores!」の芸術監督であるジャック・ヴァーテルが観劇して感銘を受け、ローレンツに夏季の新作「"Encores!" 」で演出してくれるよう依頼した。2007年7月9日から29日、ルポーンが再びローズ役を演じてニューヨーク・シティ・センターで上演された。ローレンツが演出を担当し、ローラ・ベナンティがルイーズ役、ボイド・ゲインズがハービー役、リー・アン・ラーキンがジューン役、ナンシー・オペルがマゼッパ役、マリリン・キャスキーがエレクトラ役、アリソン・フレイザーがテシー・トゥラ役に配役された。ブロードウェイに移行した際はレノラ・ネメッツがマゼッパ/ミス・クラチット役に配役された。
ルポーンは回顧録の中で、ローレンツが演出を開始した時、タイン・デイリーがローズ役を演じた『ジプシー』が最後の成功作ということで1989年版を基にしていたと記した。出演者たちはローレンツに数々の質問をしたため、ローレンツは当時の脚本を出演者たちが自由に閲覧して研究できるようにした。
「ニューヨーク・タイムズ」紙のベン・ブラントリーはルポーンの演技についてやや低評価を与えたが、「Encores!」公演は成功してブロードウェイに移行し、2008年3月27日、セント・ジェームス・シアターで開幕した。ブラントリーはこのプロダクションを絶賛し、ルポーン、ローレンツ、その他の出演者たちを称賛し、登場人物について以下のように記した。
「『ジプシー』では皆が注目されたがっている。その欲求はショービジネスを前進させる原動力となる。脚本家のローレンツはその欲求は皆が持っていると確信している。登場人物同士の感情のぶつかり合いを追うのに必死で、歌を歌として認識していなかった。登場人物と歌の間に全く隔たりがなく、ミュージカルでは珍しいことだ。」
ルポーン、ゲインズ、ベナンティの俳優賞を含み、このプロダクションはトニー賞やドラマ・デスク・アワードなど複数の賞を受賞した。2009年3月に閉幕する予定であったが、チケット売上の下降により1月11日にプレビュー公演27回、本公演332回上演ののち閉幕した。2003年のプロダクションと同様、このプロダクションは制作費を回収しないまま閉幕した。閉幕日前日、ルポーンは楽曲「"Rose's Turn"」の途中で中断し、上演中に不法に写真撮影した観客を叱ったことでニュースとなった。
ルポーンは13歳の時、高校演劇にルイーズ役で出演していた。ルポーンは2003年のブロードウェイ再演に興味を示していたが、1955年にローレンツ脚本の『Jolson Sings Again』のプロダクションを降板したためローレンツの作品に出禁になっていたと報じられている。しかしその後ルポーンとロレンツは和解した。

### 2015年、ウェスト・エンド再演
2014年にCritics' Choice Theatre Awardのミュージカル作品賞を受賞したチチェスター・フェスティバル劇場公演ののち、2015年4月15日から11月28日、サヴォイ・シアターにてウェスト・エンド再演が期間限定で上演された。ジョナサン・ケントが演出、スティーブン・ミアが振付、アンソニー・ウォードが装置および衣裳デザインを担当し、イメルダ・スタウントンがローズ役、ピーター・デイヴィソンがハービー役、ララ・パルヴァーがルイーズ役、ジェマ。サットンがジューン役、ダン・バートンがタルサ役、アニタ・ルイーズ・コンブがテシー・トゥラ役、ルイーズ・ゴールドがマゼッパ役、ジュリー・レグランドがエレクトラ役に配役された。2016年、ローレンス・オリヴィエ賞において8部門にノミネートされ、スタウントンのミュージカル主演女優賞、ミュージカル再演作品賞を含む4部門で受賞し、この年の最多受賞作品となった。2015年、UKシアター・ワールド賞においてミュージカル・プロダクション賞およびスタウントンのミュージカル・パフォーマンス賞を受賞した。2015年、イヴニング・スタンダード賞において、スタウントンはミュージカル・パフォーマンス賞を受賞した。2015年、BBC4により撮影され、ホリデー・シーズンに放映され、2016年、アメリカのPBSの「Great Performances」で放映された。

### その他のプロダクション
その他のプロダクションを以下に示す。

#### 1992年、アルゼンチン
ブエノスアイレスのTeatro Astralで開幕し、Víctor García Peraltaが演出を担当し、Mabel Manzottiが主演した。他にSandra Guida、Eleonora Wexler、Ambar La Foxが出演した。

#### 1998年、メキシコ
1977年、Marga Lopezがローズ役、Claudia Islasがルイーズ役を演じた。Enrique Gómez Vadillo、Raúl Ramírez、Eduardo Alcarazが演出を担当した。
メキシコシティのTeatro Silvia Pinalで開幕し、ルイス・ブニュエル監督映画『ビリディアナ』主演のシルヴィア・ピナルがプロデュースおよび演出を担当した。ピナルとその娘でロック歌手のアレハンドラ・グスマンが主演した。その後グスマンはIrán Castilloに交代した。

#### 1998年、ペーパーミル・プレイハウス
ニュージャージー州ミルバーンにあるペーパーミル・プレイハウスにて上演され、ベティ・バックリー、デビー・ギブソン、レニー・ウォルプが主演した。ローラ・ベル・バンディがジューン役を演じた。ブロードウェイ進出が噂されたが実現しなかった。

#### 2001年、エストニア・プロダクション
タルトゥのTheatre Vanemuineで上演され、Mare Tommingasが演出を担当した。Silvi Vraitがローズ役を演じてヒットし、2001年から2003年まで上演された。

#### 2005年、Shaw Festival
オンタリオのナイアガラオンザレイクのShaw FestivalにおいてNora McLellanがローズ役、Julie Martellがルイーズ役で上演された。2003年のブロードウェイ再演において、Martellはタミー・ブランチャードのアンダースタディであった。『Billy Elliot』ブロードウェイ公演でウィルキンソン役だったケイト・ヘニグがクラチット役を演じ、アンダースタディとしてローズ役を演じることもあった。

#### 2007年、北米ツアー公演
フェニックス・エンタテイメントの提供により、キャシー・ヘレンダがローズ役、ミシー・ドーズがルイーズ役を演じた。サム・ヴィヴァートが演出し、アジャ・ケインが助手を務めた。他にルビー・ルイスがジューン役、レイチェル・エイブラムスがマゼッパ役、クレア・ノーデンが幼少期のジューン役、ロリアン・フリダがテシー・トゥラ役、ニック・ハメルがハービー役、マリア・イーグラーがエレクトラ役を演じた。2008年5月に閉幕した。 

#### 2010年、ブラジル
リオデジャネイロのTeatro Villa-Lobosでブラジル・プロダクションが開幕し、Totia Meirellesがローズ役、Renata Ricciがジューン役、Eduardo Falcãoがハービー役を演じた。その後サンパウロのTeatro Alfaに移行した。

#### 2010年、チェコ
プルゼニのJoseph Kajetan Tyl's Theatreで上演され、18回上演で閉幕した。

#### 2011年、リリック・ステージ
2011年9月9日から18日、テキサス州アーヴィングのリリック・ステージにて上演された。39人編成のオーケストラを特徴とし、1961年にオリジナル・プロダクションが閉幕してから聴くことのなかったフル・オリジナル・オーケストラとなっている。オーケストラ・ピットのサイズの都合でボストン試験興行前にカットされたアコースティック・ギターのパートも復帰した。レン・プラガーが演出、ジェイ・ディアスが音楽監督、スー・マティスがローズ役、2006年にラヴィニアで幼少期のジューン役を演じたアシュトン・スモーリングがデインティ・ジューン役、ケイトリン・カーターがテシー・トゥラ役、地元俳優のメアリー・マキリーがルイーズ役、ソニー・フランクスがハービー役を演じた。

#### 2011年、ブリストル・リバーサイド・シアター
2011年12月8日、プレビュー公演2回上演ののちペンシルベニア州ブリストルのリバーサイド・シアターにて開幕し、Tovah Feldshuhがローズ役を演じた。当館の芸術監督のキース・ベイカーが演出し、2012年1月15日に閉幕した。

#### 2012年、レスター・カーヴ・シアター
2012年3月から6週間、イングランドのレスターで上演された。ポール・ケリーソンが演出し、オーストラリアのミュージカル女優キャロライン・オコナーがローズ役を演じた。他にヴィクトリア・ハミルトン・バリットがルイーズ役、デイヴィッド・フリーシュマンがハービー役、デイジー・メイウッドがデインティ・ジューン役を演じた。

#### 2014年、コネチカット・レパートリー・シアター
2014年7月、レスリー・アガムスがローズ役を演じ、当館芸術監督ヴィンセント・カーディナルが演出、デイヴィッド・ウィリアムズが音楽監督を務めた。他にマイケル・ジェイムス・レスリーがパップ役、スコット・リプリーがハービー役、アレイナ・サンダースがジューン役、アマンディナ・アルトメアがルイーズ役を演じた。アガムスはローズ役を演じた最初のアフリカ系アメリカ人女性となった。

#### 2014年、チチェスター・フェスティバル劇場
2014年10月、イメルダ・スタウントンがローズ役を演じ、ジョナサン・ケントが演出を担当した。ララ・パルヴァーがルイーズ役、ケヴィン・ワトリーがハービー役、ルイーズ・ゴールドがマゼッパ役、アニタ・ルイーズ・コンブがテシー・トゥラ役、ジュリー・レグランドがエレクトラ役を演じた。11月8日に閉幕した。

#### 2017年、ケープ・プレイハウス
2017年7月および8月、ケープ・プレイハウスにてジュリア・マーニ―がローズ役の再演が行なわれた。マイケル・レイダーが演出、ジェイソン・スパークスが振付、ギャレット・テイラーが音楽監督を担当し、興行収入記録を更新した。他にキャロライン・ボウマンがルイーズ役、ジェイムス・ロイド・レイノルズがハービー役、テス・ソルトーがジューン役、ギャレット・ハウがタルサ役、ジェニファー・コディがテシー・トゥラ役およびクラチット役、ウォリー・ダンがパップ/ゴールドストーン/ウェバー役を演じた。

#### 2018年、ザ・ミューニー
2018年7月、セントルイスのザ・ミューニーにて100周年記念の一環で上演された。トニー賞受賞者のベス・リーヴルがローズ役、アダム・ヘラーがハービー役、ジュリア・ナイテルがルイーズ役、ヘイリー・ポジュンがジューン役、ドリュー・レディントンがタルサ役、ジェニファー・コディがテシー役およびクラチット役、エレン・ハーヴィーがマゼッパ役、アン・ハラダがエレクトラ役を演じた。ロブ・ラジェロが演出を担当した。

#### 2018年、ポーチライト・ミュージック・シアター
2018年10月、シカゴのポーチライト・ミュージック・シアターにてE・フェイ・バトラーがローズ役を演じ、マイケル・ウェバーが演出を担当した。ダリン・ウィトニー・ハレルがルイーズ役、アントニオ・ガルシアがハービー役、アーロン・スミスがジューン役、ドーン・ブレスがマゼッパ役、メリッサ・ヤングがテシー役、ハニー・ウェストがエレクトラ役を演じた。12月29日に閉幕した。

#### 2019年、マンチェスター・ロイヤル・エクスチェンジ・シアター
2019年11月、ジョー・デイヴィスが演出し、リア・ジョーンズがローズ役、デイル・ラプリーがハービー役、メリッサ・ロウがジューン役を演じた。2020年2月1日に閉幕した。

#### 2022年、ロンドンのアレクサンドラ・パレス・シアター
2022年2月21日、アレクサンドラ・パレスにてコンサート・バージョンが上演され、トレイシー・ベネット、ニコラ・ヒューズ、キアラ・セトル、レベッカ・ロック、サマンサ・スピロ、メラニー・ラバリー、サリー・アン・トリプレットの7人の女優がローズ役を演じた。他にローラ・ピットプルフォードがルイーズ役、カーリー・メルセデス・ダイア―がジューン役、クリストファー・ハウエルがハービー役、エボニー・モリナがエレクトラ役、レイチェル・スタンリーがマゼッパ役、アレクシス・オウエン・ホブスがテシー役を演じた。

#### 2022年、バクストン・オペラ・ハウス
2022年7月、バクストン・フェスティバルにてポール・ケリーソンが演出し、ジョアンナ・ライディングがローズ役、デイヴィッド・レナードがハービー役、モニク・ヤングがルイーズ役、ハンナ・イヴレストがジューン役、リアム・ディーンがタルサ役を演じた。

#### 日本での公演
|                | 1982年   | 1991年   | 2023年                   |
| -------------- | -------- | -------- | ------------------------ |
| ローズ         | 草笛光子 | 鳳蘭     | 大竹しのぶ               |
| ルイーズ       | 未唯mie  | 宮沢りえ | 生田絵梨花               |
| ジューン       |          |          | 熊谷彩春                 |
| ハービー       |          |          | 今井清隆                 |
| タルサ         |          |          | 佐々木大光               |
| テシー・トゥラ |          |          | 鳥居かほり               |
| マゼッパ       |          |          | 咲良                     |
| エレクトラ     |          |          | 麻生かほ里               |
| 演出           |          |          | クリストファー・ラスコム |

## 映画およびテレビ
1962年、ワーナー・ブラザースによる映画『ジプシー (1962年の映画)』にロザリンド・ラッセル、カール・マルデン、ナタリー・ウッドが主演した。ローズ役を演じたラッセルはゴールデングローブ賞 映画部門 主演女優賞 (ミュージカル・コメディ部門)を受賞した。
1993年、テレビ映画『ジプシー』が制作され、ベット・ミドラーがローズ役を演じた。シンシア・ギブがルイーズ役、ジェニファー・ベックがデインティ・ジューン役を演じた。ベット・ミドラーはゴールデングローブ賞ミニシリーズ・テレビ映画主演女優賞を受賞し、マイケル・ラフターはエミー賞音楽監督功労賞を受賞した。このプロダクションでは映画やテレビでは珍しく、撮影時に歌もそのまま収録され、口パクも吹替もない。
2015年、イメルダ・スタウントンが主演したロンドン再演はサヴォイ・シアターで録画され、12月27日にBBCで放映された。2016年11月、このDVDがリリースされた。

### 今後のリメイク
2011年1月、「ニューヨーク・ポスト』紙はバーブラ・ストライサンドが新たな映画版のプロデュース、監督、主演の交渉中であることを報じた。アーサー・ローレンツは「ニューヨーク・ポスト」紙のインタビューにおいて、これについて何度も話し合い承認したとし、自身は脚本には関わらないと語った。「ニューヨーク・タイムズ」紙はストライサンドは主演するがプロデュースや監督はしないと報じた。ストライサンドの代理人はそのような会話があったことを認めた。
2011年3月12日、「courant.com」のフランク・リッツォは、脚本および演出を担当し権利所有者の1人であるローレンツはストライサンドの映画化を承認していないと報じた。2011年8月、「USAトゥデイ」紙はこれを否定し、新たな映画化の計画はまだ残っていると報じた。2011年5月にローレンツが93歳で亡くなる前、ストライサンドがローズ役を演じる新たな映画化について多くの会話がなされており、ストライサンドは制作陣と脚本家を探さなければならないと語った。1962年のストライサンドのブロードウェイ・デビュー作『’’I Can Get It for You Wholesale’’』はローレンツが演出しており、再びタッグを組むことを楽しみにしていた。亡くなる数ヶ月前に会った時はまだ元気そうだったという。
2012年3月、ユニバーサル・ピクチャーズはこの新作映画を推し進めていると報じられた。ストライサンドはまだプロデューサーおよびローズ役で携わっており、ジョエル・シルバーが共同プロデュース、ジュリアン・フェロウズが脚本を担当することとなった。2015年10月、『プレイビル』誌はユニバーサルの撤退を報じた。2016年4月、バリー・レヴィンソンが監督、STXエンターテインメントが配給で、ストライサンドはプロデュースと主演の交渉が進んでいると報じられた。2016年7月、リチャード・ラグラヴェネーズが脚本を完成させ、2017年初頭に制作が開始する予定であると報じられた。しかし2016年8月3日、STXエンターテインメントが配給および共同出資から撤退すると報じられた。
2019年2月、エイミー・シャーマン・パラディノが脚本および監督を担当し、シルバーがプロデュース、ニュー・リージェンシーが配給することが報じられた。

## 主要登場人物および出演者
ブロードウェイおよびウェスト・エンド公演の初演および再演の出演者および演出家を記す。オリジナル・キャストのみで代役および後継は含まれない。
| プロダクション | オリジナル・ブロードウェイ・キャスト 1959年 | オリジナル・ウェスト・エンド・キャスト 1973年 | 第1回ブロードウェイ再演 1974年 | 第2回ブロードウェイ再演 1989年 | 第3回ブロードウェイ再演 2003年 | 第4回ブロードウェイ再演 2008年 | 第1回ウェスト・エンド再演 2015年 |
| -------------- | ------------------------------------------- | --------------------------------------------- | ------------------------------ | ------------------------------ | ------------------------------ | ------------------------------ | -------------------------------- |
| ローズ         | エセル・マーマン                            | アンジェラ・ランズベリー                      | アンジェラ・ランズベリー       | タイン・デイリー               | バーナデット・ピーターズ       | パティ・ルポーン               | イメルダ・スタウントン           |
| ルイーズ       | サンドラ・チャーチ                          | ゼン・チャリス                                | ゼン・チャリス                 | クリスタ・ムーア               | タミー・ブランチャード         | ローラ・ベナンティ             | ララ・パルヴァー                 |
| 可憐なジューン | レーン・ブラッドバリー                      | デビー・ボウエン                              | モーリーン・ムーア             | トレイシー・ヴェナー           | ケイト・レインダース           | リー・アン・ラーキン           | ジェマ・サットン                 |
| ハービー       | ジャック・クラグマン                        | バリー・インガム                              | レックス・ロビンズ             | ジョナサン・ヘダリー           | ジョン・ドセット               | ボイド・ゲインズ               | ピーター・デイヴィソン           |
| タルサ         | ポール・ウォレス                            | アンドリュー・ノーマン                        | ジョン・シェリダン             | ロバート・ランバート           | デイヴィッド・バーカ           | トニー・ヤズベック             | ダン・バートン                   |
| テシー・トゥラ | マリア・カーニロヴァ                        | ヴァレリー・ウォルシュ                        | メアリー・ルイーズ・ウィルソン | ジェナ・ロビンズ               | ヘザー・リー                   | アリソン・フレイザー           | アニタ・ルイーズ・コンブ         |
| マゼッパ       | フェイス・デイン                            | ケリー・ウィルソン                            | グロリア・ロッシ               | バーバラ・アーウィン           | ケイト・バデック               | レノラ・ネメッツ               | ルイーズ・ゴールド               |
| エレクトラ     | チョッチ・フォリー                          | ジュディ・キャノン                            | サリー・クック                 | アナ・マクニーリー             | ジュリー・ハルストン           | マリリン・キャスキー           | ジュリー・レグランド             |
| 演出           | ジェローム・ロビンズ                        | アーサー・ローレンツ                          | アーサー・ローレンツ           | アーサー・ローレンツ           | サム・メンデス                 | アーサー・ローレンツ           | ジョナサン・ケント               |

## レコーディング
ブロードウェイおよびロンドンのプロダクションの他、映画やテレビのプロダクションでもレコーディングがある。1959年のオリジナル、2003年の再演のキャスト・アルバムはどちらもグラミー賞オリジナル・キャスト・アルバム賞を受賞した。
1959年のオリジナル・ブロードウェイ・キャスト・アルバムはエセル・マーマンが当時最新だったステレオ技術で初めてレコーディングした。1953年からステレオでの映画が作られるようになり、1954年にステレオは磁気テープで使用されていたが、レコードでこの技術が使われるようになったのは『ジプシー』開幕前年の1958年のことであった。
1974年のブロードウェイ・レコーディングはブロードウェイ再演のレコーディングではなく、「"Some People"」の新たなレコーディングを含む1973年のロンドン・キャスト・レコーディングのリミックスであった。
1989年のブロードウェイ・キャスト・レコーディングは1990年にリリースされた。
2003年8月19日、ピーターズが参加した2003年のブロードウェイ・キャスト・レコーディングがリリースされた。
2008年8月28日、ルポーンが参加した2008年のブロードウェイ・キャスト・レコーディングがリリースされた。
2015年のウェスト・エンド・キャスト・レコーディングは3月にロンドンのエンジェル・レコーディング・スタジオで収録され、4月27日にリリースされた。

## その他のパフォーマンス
2001年、ロイヤル・バラエティ・パフォーマンスにおいて、シラ・ブラック、ポール・オグラディ(リリー・サヴェイジ)、バーバラ・ウィンザーが「"You Gotta Get a Gimmick"」を歌った。

## 受賞歴

### オリジナル・ブロードウェイ・プロダクション
| 年   | 賞         | 部門                               | ノミネート者               | 結果       |
| ---- | ---------- | ---------------------------------- | -------------------------- | ---------- |
| 1960 | トニー賞   | ミュージカル作品賞                 | ミュージカル作品賞         | ノミネート |
| 1960 | トニー賞   | ミュージカル主演女優賞             | エセル・マーマン           | ノミネート |
| 1960 | トニー賞   | ミュージカル助演男優賞             | ジャック・クラグマン       | ノミネート |
| 1960 | トニー賞   | ミュージカル助演女優賞             | サンドラ・チャーチ         | ノミネート |
| 1960 | トニー賞   | ミュージカル演出賞                 | ジェローム・ロビンズ       | ノミネート |
| 1960 | トニー賞   | 指揮者音楽監督賞                   | ミルトン・ローゼンストック | ノミネート |
| 1960 | トニー賞   | 装置デザイン賞                     | ジョー・ミールザイナー     | ノミネート |
| 1960 | トニー賞   | 衣裳デザイン賞                     | ラウル・ピーネ・デュブロス | ノミネート |
| 1960 | グラミー賞 | ミュージカル・シアター・アルバム賞 | エセル・マーマン           | 受賞       |

### 1974年、ブロードウェイ再演
| 年   | 賞                       | 部門                   | ノミネート者             | 結果       |
| ---- | ------------------------ | ---------------------- | ------------------------ | ---------- |
| 1975 | トニー賞                 | ミュージカル主演女優賞 | アンジェラ・ランズベリー | 受賞       |
| 1975 | トニー賞                 | ミュージカル助演女優賞 | ゼン・チャリス           | ノミネート |
| 1975 | トニー賞                 | ミュージカル演出賞     | アーサー・ローレンツ     | ノミネート |
| 1975 | ドラマ・デスク・アワード | ミュージカル主演女優賞 | アンジェラ・ランズベリー | 受賞       |
| 1975 | ドラマ・デスク・アワード | ミュージカル助演女優賞 | ボニー・ラングフォード   | ノミネート |
| 1975 | ドラマ・デスク・アワード | ミュージカル演出賞     | アーサー・ローレンツ     | 受賞       |

### 1989年、ブロードウェイ再演
| 年   | 賞                       | 部門                               | ノミネート者                       | 結果       |
| ---- | ------------------------ | ---------------------------------- | ---------------------------------- | ---------- |
| 1990 | トニー賞                 | 再演作品賞                         | 再演作品賞                         | 受賞       |
| 1990 | トニー賞                 | ミュージカル主演女優賞             | タイン・デイリー                   | 受賞       |
| 1990 | トニー賞                 | ミュージカル助演男優賞             | ジョナサン・ヘダリー               | ノミネート |
| 1990 | トニー賞                 | ミュージカル助演女優賞             | クリスタ・ムーア                   | ノミネート |
| 1990 | ドラマ・デスク・アワード | ミュージカル再演作品賞             | ミュージカル再演作品賞             | 受賞       |
| 1990 | ドラマ・デスク・アワード | ミュージカル主演女優賞             | タイン・デイリー                   | 受賞       |
| 1990 | ドラマ・デスク・アワード | ミュージカル助演男優賞             | ジョナサン・ヘダリー               | ノミネート |
| 1990 | ドラマ・デスク・アワード | ミュージカル助演女優賞             | クリスタ・ムーア                   | ノミネート |
| 1991 | グラミー賞               | ミュージカル・シアター・アルバム賞 | ミュージカル・シアター・アルバム賞 | ノミネート |

### 2003年、ブロードウェイ再演
| 年   | 賞                       | 部門                               | ノミネート者                       | 結果       |
| ---- | ------------------------ | ---------------------------------- | ---------------------------------- | ---------- |
| 2003 | トニー賞                 | ミュージカル再演作品賞             | ミュージカル再演作品賞             | ノミネート |
| 2003 | トニー賞                 | ミュージカル主演女優賞             | バーナデット・ピーターズ           | ノミネート |
| 2003 | トニー賞                 | ミュージカル助演男優賞             | ジョン・ドセット                   | ノミネート |
| 2003 | トニー賞                 | ミュージカル助演女優賞             | タミー・ブランチャード             | ノミネート |
| 2003 | ドラマ・デスク・アワード | ミュージカル再演作品賞             | ミュージカル再演作品賞             | ノミネート |
| 2003 | ドラマ・デスク・アワード | ミュージカル主演女優賞             | バーナデット・ピーターズ           | ノミネート |
| 2003 | ドラマ・デスク・アワード | ミュージカル助演男優賞             | ジョン・ドセット                   | ノミネート |
| 2003 | シアター・ワールド賞     | シアター・ワールド賞               | タミー・ブランチャード             | 受賞       |
| 2004 | グラミー賞               | ミュージカル・シアター・アルバム賞 | ミュージカル・シアター・アルバム賞 | 受賞       |

### 2008年、ブロードウェイ再演
| 年   | 賞                       | 部門                               | ノミネート者                       | 結果       |
| ---- | ------------------------ | ---------------------------------- | ---------------------------------- | ---------- |
| 2008 | トニー賞                 | ミュージカル再演作品賞             | ミュージカル再演作品賞             | ノミネート |
| 2008 | トニー賞                 | ミュージカル主演女優賞             | パティ・ルポーン                   | 受賞       |
| 2008 | トニー賞                 | ミュージカル助演男優賞             | ボイド・ゲインズ                   | 受賞       |
| 2008 | トニー賞                 | ミュージカル助演女優賞             | ローラ・ベナンティ                 | 受賞       |
| 2008 | トニー賞                 | ミュージカル演出賞                 | アーサー・ローレンツ               | ノミネート |
| 2008 | トニー賞                 | 衣裳デザイン賞                     | マーティン・パクルディナス         | ノミネート |
| 2008 | トニー賞                 | 音響デザイン賞                     | ダン・モーゼズ・シュライアー       | ノミネート |
| 2008 | ドラマ・デスク・アワード | ミュージカル再演作品賞             | ミュージカル再演作品賞             | ノミネート |
| 2008 | ドラマ・デスク・アワード | ミュージカル主演女優賞             | パティ・ルポーン                   | 受賞       |
| 2008 | ドラマ・デスク・アワード | ミュージカル助演男優賞             | ボイド・ゲインズ                   | 受賞       |
| 2008 | ドラマ・デスク・アワード | ミュージカル助演女優賞             | ローラ・ベナンティ                 | 受賞       |
| 2008 | 海外批評家サークル賞     | ミュージカル再演作品賞             | ミュージカル再演作品賞             | ノミネート |
| 2008 | 海外批評家サークル賞     | ミュージカル演出賞                 | アーサー・ローレンツ               | ノミネート |
| 2008 | 海外批評家サークル賞     | ミュージカル主演男優賞             | ボイド・ゲインズ                   | ノミネート |
| 2008 | 海外批評家サークル賞     | ミュージカル主演女優賞             | パティ・ルポーン                   | 受賞       |
| 2008 | 海外批評家サークル賞     | ミュージカル助演男優賞             | トニー・ヤズベック                 | ノミネート |
| 2008 | 海外批評家サークル賞     | ミュージカル助演女優賞             | ローラ・ベナンティ                 | 受賞       |
| 2008 | グラミー賞               | ミュージカル・シアター・アルバム賞 | ミュージカル・シアター・アルバム賞 | ノミネート |

### 2015年、ロンドン再演
| 年   | 賞                       | 部門                           | ノミネート者                   | 結果       |
| ---- | ------------------------ | ------------------------------ | ------------------------------ | ---------- |
| 2016 | ローレンス・オリヴィエ賞 | ミュージカル再演作品賞         | ミュージカル再演作品賞         | 受賞       |
| 2016 | ローレンス・オリヴィエ賞 | ミュージカル主演女優賞         | イメルダ・スタウントン         | 受賞       |
| 2016 | ローレンス・オリヴィエ賞 | ミュージカル助演女優賞         | ララ・パルヴァー               | 受賞       |
| 2016 | ローレンス・オリヴィエ賞 | ミュージカル助演男優賞         | ピーター・デイヴィソン         | ノミネート |
| 2016 | ローレンス・オリヴィエ賞 | ミュージカル助演男優賞         | ダン・バートン                 | ノミネート |
| 2016 | ローレンス・オリヴィエ賞 | 演出賞                         | ジョナサン・ケント             | ノミネート |
| 2016 | ローレンス・オリヴィエ賞 | 照明デザイン賞                 | マーク・ヘンダーソン           | 受賞       |
| 2016 | ローレンス・オリヴィエ賞 | 振付賞                         | スティーブン・ミア             | ノミネート |
| 2016 | Theatre Awards UK        | ミュージカル・プロダクション賞 | ミュージカル・プロダクション賞 | 受賞       |
| 2016 | Theatre Awards UK        | ミュージカル・パフォーマンス賞 | イメルダ・スタウントン         | 受賞       |
| 2016 | Evening Standard Award   | ミュージカル・パフォーマンス賞 | イメルダ・スタウントン         | 受賞       |
| 2016 | Whatsonstage.com Awards  | ミュージカル再演作品賞         | ミュージカル再演作品賞         | 受賞       |
| 2016 | Whatsonstage.com Awards  | ミュージカル主演女優賞         | イメルダ・スタウントン         | 受賞       |
| 2016 | Whatsonstage.com Awards  | ミュージカル助演女優賞         | ララ・パルヴァー               | 受賞       |
| 2016 | Whatsonstage.com Awards  | ミュージカル助演男優賞         | ピーター・デイヴィソン         | ノミネート |
| 2016 | Whatsonstage.com Awards  | 演出賞                         | ジョナサン・ケント             | 受賞       |
| 2016 | Whatsonstage.com Awards  | 振付賞                         | スティーブン・ミア             | ノミネート |
| 2016 | Whatsonstage.com Awards  | 装置デザイン賞                 | アンソニー・ウォード           | ノミネート |
| 2016 | Whatsonstage.com Awards  | 照明デザイン賞                 | マーク・ヘンダーソン           | ノミネート |